# Ермітова матриця
Квадратна матриця {\displaystyle \ A} з комплексними елементами називається ермітовою (на честь Шарля Ерміта) чи само-спряженою, якщо вона дорівнює своїй ермітово-спряженій матриці, тобто
{\displaystyle \ A=A^{*}}     (у фізичній нотації: {\displaystyle \ A=A^{\dagger }}).
Це еквівалентно до системи рівнянь {\displaystyle a_{ij}={\overline {a_{ji}}}} для елементів матриці {\displaystyle \ A.}

## Властивості
- Ермітова матриця є частковим випадком нормальної матриці.
- Діагональні елементи ермітової матриці є дійсними числами.
- Визначник ермітової матриці — дійсне число.
- Власні значення ермітової матриці є дійсними числами.
- Обернена матриця до ермітової, якщо існує, то є ермітовою матрицею.
- Сума ермітових матриць є ермітовою матрицею.
- Добуток ермітових матриць A і B є ермітовою матрицею тоді і тільки тоді, коли вони є переставними ( {\displaystyle AB=BA} ).
- Матриця ермітова оператора в ермітовому просторі відносно будь-якого ортонормального базису є ермітовою.
- Жорданова форма ермітової матриці діагональна.

## Часткові випадки
Частковими випадками ермітових матриць є:
- додатньоозначені матриці — у них всі власні значення додатні;
- невід'ємноозначені матриці — у них всі власні значення невід'ємні;
- від'ємноозначені матриці — у них всі власні значення від'ємні.

## Зв'язок з комплексними числами
Довільну квадратну матрицю можна представити як суму деякої ермітової та антиермітової матриць:
{\displaystyle A=H_{1}+iH_{2},\qquad H_{1}={\frac {A+A^{*}}{2}},\quad H_{2}={\frac {A-A^{*}}{2i}},}
де:
{\displaystyle \ H_{1}^{*}=H_{1},\;H_{2}^{*}=H_{2}}    — ермітові матриці,
{\displaystyle \ {(iH_{2})}^{*}=-(iH_{2})}    — антиермітова матриця.
Також справедливо, що матриця {\displaystyle \ A} є нормальною тоді і тільки тоді, коли матриці {\displaystyle \ H_{1},H_{2}} переставні:
{\displaystyle A^{*}A=AA^{*}\;\iff \;H_{1}H_{2}=H_{2}H_{1}.}
Вищенаведена властивість вводить аналогію між комплексними числами та нормальними матрицями.
Отже, якщо розглядати нормальні матриці як узагальнення комплексних чисел, то:
- ермітові матриці в такому випадку відіграватимуть роль дійсних чисел;
- антиермітові — чисто уявних комплексних чисел;
- і вищенаведені часткові випадки ермітових матриць будуть аналогом додатних, невід'ємних і від'ємних дійсних чисел.

## Приклад
{\displaystyle A={\begin{bmatrix}1&2-3i\\2+3i&4\end{bmatrix}}} — ермітова матриця {\displaystyle 2\times 2} тому, що
{\displaystyle A^{*}={\begin{bmatrix}1&2-3i\\2+3i&4\end{bmatrix}}=A,}
або {\displaystyle 1={\bar {1}},\quad 4={\bar {4}},\quad 2-3i={\overline {2+3i}}.}